# Pandora (maan)
Pandora is de vierde maan van Saturnus.
Deze maan werd in 1980 ontdekt door foto's van Voyager 1. De diameter van Pandora is 87 kilometer en zijn afstand tot Saturnus bedraagt 141.700 kilometer. De maan Pandora is vernoemd naar de mythische persoon Pandora, die bekend is van de doos van Pandora uit de Griekse mythologie. In deze Griekse mythe zou de doos alle ongelukken bevatten. Toen de doos geopend werd door Pandora, ontstonden alle rampen op aarde